# Gueule (rivière)
Pour les articles homonymes, voir Gueule.
La Gueule (néerlandais : Geul, allemand : Göhl) est une rivière de Belgique et des Pays-Bas, affluent de la rive droite de la Meuse, qui coule dans la province de Liège et du Limbourg néerlandais. Elle prend sa source à Eynatten près de la frontière allemande, dans le domaine des pierres du Cyclope. Elle a son confluent avec la Meuse dans la commune néerlandaise de Meerssen, au hameau de Voulwames. Historiquement, ce confluent était situé près du village de Geulle aan de Maas.

## Toponymie

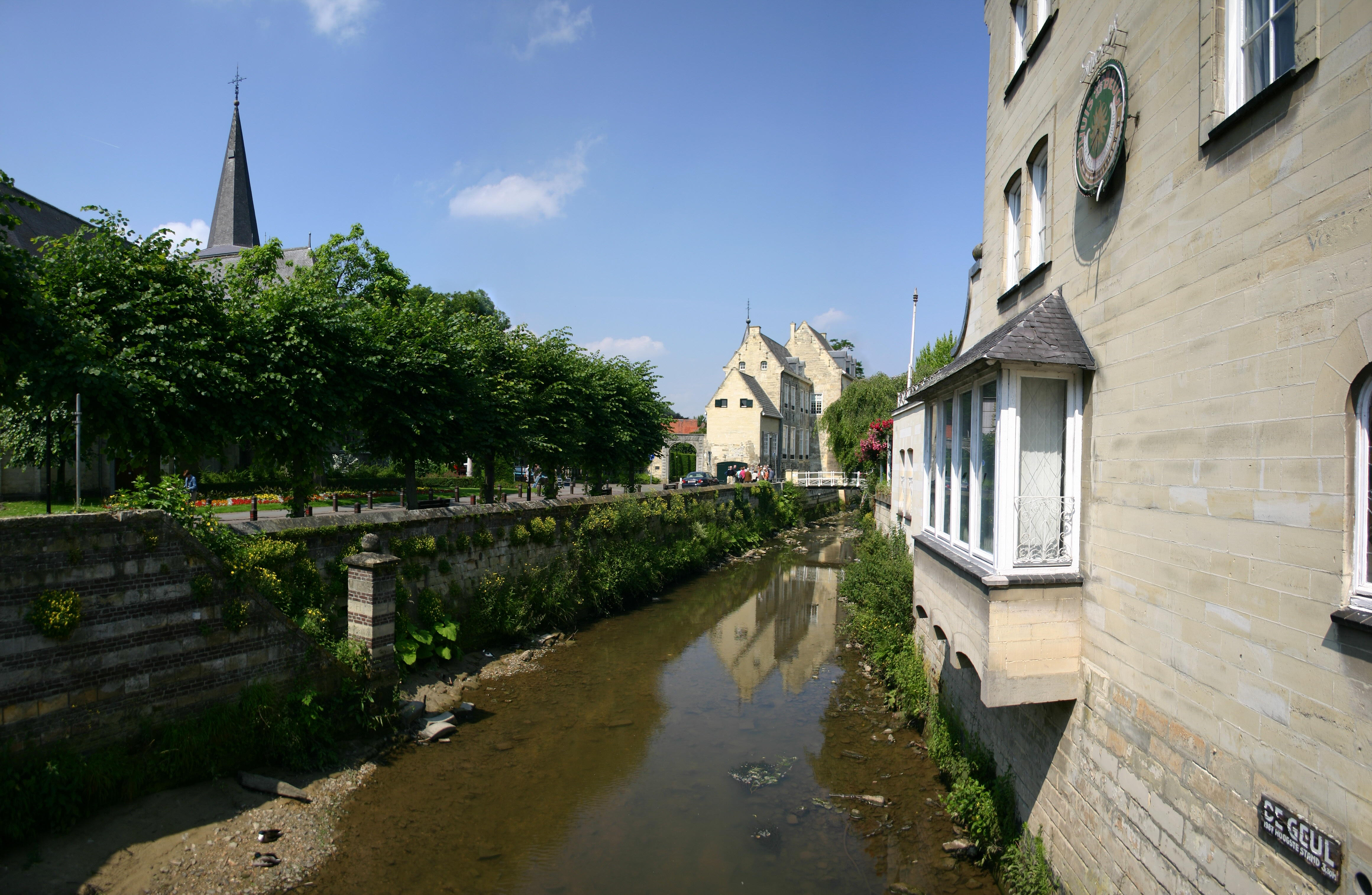
La Gueule et le château du Halder à Fauquemont.

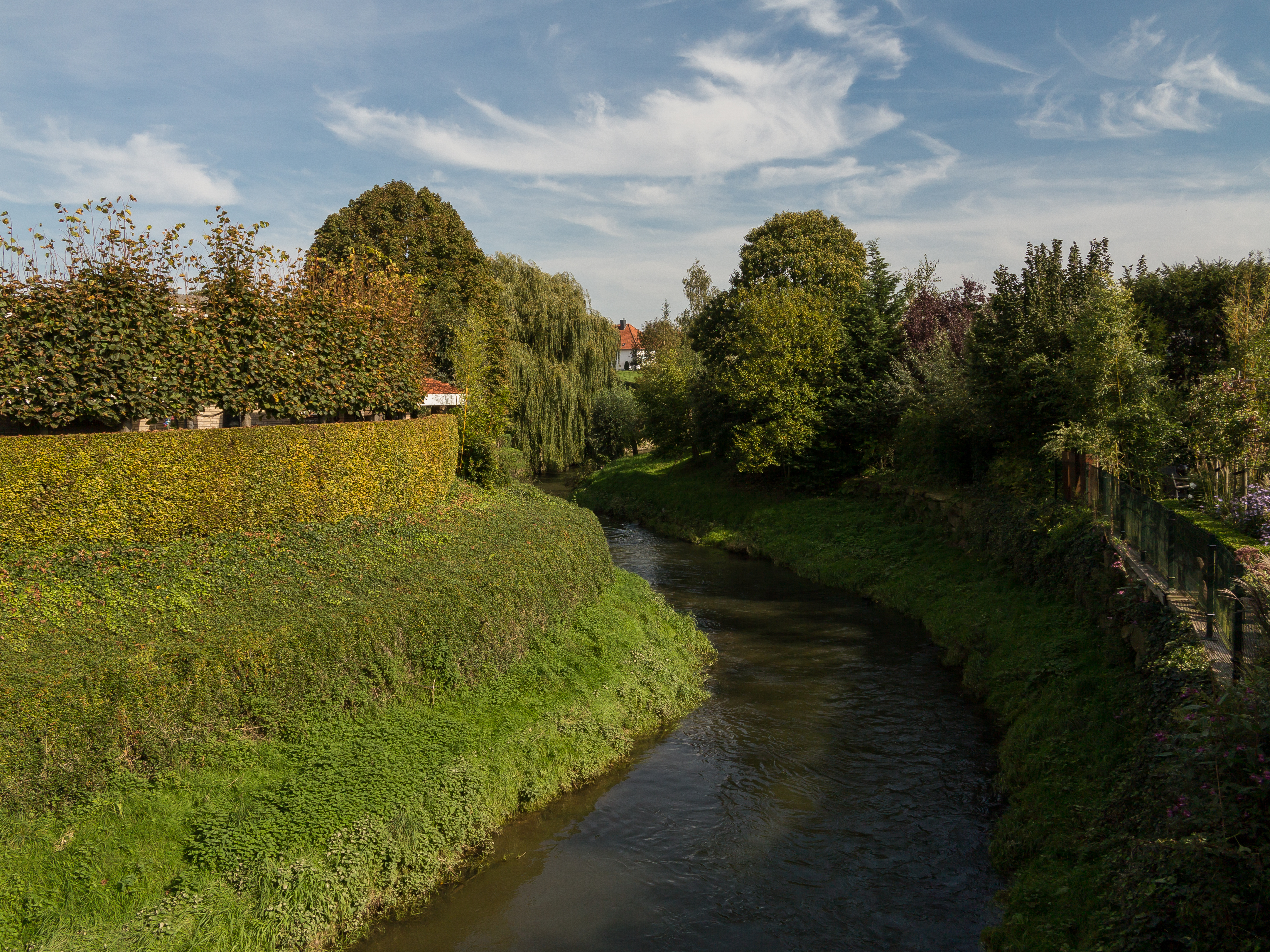
La Gueule à Schin sur Gueule.

La Gueule a donné son nom aux villages de Geulle, Geulle aan de Maas, Geulhem et Schin op Geul, ainsi qu'à la commune de Fauquemont-sur-Gueule.

## Débit
Le débit moyen de la rivière mesuré à Sippenaeken, commune de Plombières, entre 1997 et 2003 est de 1,5 m3/s. Durant la même période on a enregistré :
- Un maximum moyen de 1,64 m3/s en 1998, 1999 et 2002.
- Un minimum moyen de 0,94 m3/s en 1997.

Source : Ministère de la Région Wallonne.

## Importance écologique
Aux Pays-Bas, la Gueule contient une flore et une faune uniques. Cette eau à débit rapide abrite le vairon, le spirlin et l'omble de fontaine. La pensée calaminaire se trouve dans le cours supérieur. Dans les collines de Fauquemont, une petite population de sonneurs à ventre jaune peut être trouvée. Le long de la rivière, de nombreux arbres supportent du gui.